# Пільво (село)
Пільво (рос. Пильво) — село у Смирниховському міському окрузі Сахалінської області Російської Федерації.
Населення становить 53 особи (2013).

## Історія
З 1905 по 3 вересня 1945 року у складі губернаторства Карафуто Японії, відтак у складі Смирниховського міського округу Сахалінської області.

## Населення
| 2002 | 2010 | 2013 |
| ---- | ---- | ---- |
| 215  | ↘94  | ↘53  |